# Edson Álvarez
Edson Omar Álvarez Velázquez (Tlalnepantla de Baz, 24 oktober 1997) is een Mexicaanse voetballer die doorgaans als verdediger of verdedigende middenvelder speelt. Hij verruilde Ajax in augustus 2023 voor West Ham United. Álvarez debuteerde in 2017 in het Mexicaans voetbalelftal .

## Carrière

### Club América
Álvarez werd in 2014 opgenomen in de jeugdopleiding van Club América. Hiervoor debuteerde hij op 25 augustus 2016 in het eerste elftal. Hij viel die dag in de 35e minuut in voor Bruno Valdez tijdens een met 0–2 gewonnen wedstrijd in het toernooi om de Copa MX, uit tegen Mineros de Zacatecas. Zijn debuut in de Primera División volgde op 30 oktober 2016. Hij kreeg toen een basisplaats thuis tegen Santos Laguna. Zijn ploeggenoten en hij wonnen met 3–1. Álvarez sloot zijn eerste kalenderjaar als profvoetballer af op het WK voor clubs 2016. Hij kreeg hierop een helft speeltijd tijdens de met 2–1 gewonnen kwartfinale tegen Jeonbuk Motors. Álvarez groeide in 2017 uit tot basisspeler bij Club América. Hij speelde meer dan honderd wedstrijden in het geel-blauw en won zowel een landskampioenschap als de nationale beker met de club.

### Ajax
Álvarez tekende op 22 juli 2019 een contract tot medio 2024 bij Ajax. Dat betaalde 15 miljoen euro voor hem aan Club América. Hierdoor werd hij de eerste Mexicaan in dienst van Ajax. Álvarez maakte op 17 augustus 2019 zijn debuut voor Ajax, in een met 1–4 gewonnen competitiewedstrijd uit bij VVV-Venlo. Hij viel in de 73e minuut in. Zijn basisdebuut  volgde op 28 augustus in de voorronde van de Champions League tegen APOEL Nicosia. Álvarez maakte het eerste doelpunt, waarmee hij bijdroeg aan de kwalificatie van Ajax voor de Champions League. Op 17 september 2019 maakte hij tegen Lille OSC zijn debuut in het hoofdtoernooi van de Champions League. Hij maakte die dag de 2-0 (eindstand 3-0). Waar hij in Mexico meestal als verdediger werd ingezet, ging hij bij Ajax als controlerende middenvelder dienen, op de positie die daarvoor door Lasse Schöne werd ingevuld. Hij vormde een controlerend blok met Lisandro Martínez, die naast hem speelde als tweede controlerende middenvelder. Álvarez had op deze positie concurrentie van Donny van de Beek, die hem regelmatig verving. In de loop van het seizoen kreeg Álvarez steeds minder speeltijd. Na de winterstop werd hij ook ingezet als centrale verdediger.
Aan het begin van seizoen 2020/21 kreeg Álvarez een nieuwe kans op het middenveld. Na vier wedstrijden raakte hij zijn basisplaats echter kwijt aan zijn nieuwe concurrent op deze positie, Davy Klaassen. Enige tijd leek Álvarez weinig perspectief te hebben bij Ajax, maar de club blokkeerde een vertrek van de speler in de winterstop. Doordat Klaassen vanaf medio januari op een andere positie ging spelen, keerde Álvarez alsnog als middenvelder terug in het elftal. Volgens trainer Erik ten Hag ontwikkelde Álvarez zich goed. Ook in dit seizoen werd hij na de winterstop enkele malen ingezet als centrale verdediger.
In de eerste helft van seizoen 2021/22 behield Álvarez zijn basisplaats. Als meest controlerende middenvelder vormde hij samen met de centrale verdedigers Martínez en Timber een defensieve driehoek die maar weinig tegendoelpunten toestond. Met Ajax won hij alle zes poulewedstrijden in de UEFA Champions League. Zijn teamgenoten en hij verloren daarna in de achtste finale van Benfica. Álvarez werd dat jaar voor de tweede keer achter elkaar landskampioen met Ajax. Zijn ploeggenoten en hij haalden ook opnieuw de finale van de KNVB Beker. Daarin verloren ze deze keer van PSV (2–1).
Aan het begin van seizoen 2022/23 bood Chelsea 50 miljoen euro voor Álvarez, maar Ajax stond hem niet toe te vertrekken. Ook dit seizoen bleef hij basisspeler, meestal op het middenveld en soms in de defensie. Álvarez kreeg in april 2023 zijn tiende gele kaart van het seizoen in de Eredivisie. Hij was de eerste speler in de geschiedenis van Ajax die in één seizoen tot dit aantal kwam. Hierdoor was hij geschorst voor de eerstvolgende wedstrijd tegen PSV, waarmee Ajax op dat moment streed voor de tweede plaats. Ajax won dat jaar voor het eerst sinds 2019/20 geen enkele prijs en eindigde voor het eerst sinds 2008/09 buiten de top 2 van de Eredivisie.

### West Ham United
Álvarez tekende in augustus 2023 een contract tot medio 2028 bij West Ham United, de nummer veertien van de Premier League en winnaar van de Conference League in het voorgaande seizoen. Dat betaalde 38 miljoen euro voor hem aan Ajax. Hij werd bij de Engelse club opnieuw ploeggenoot van Mohammed Kudus, die in dezelfde transferperiode net als hij van Ajax naar West Ham United ging. Álvarez fungeerde in zijn eerste jaar bij West Ham bijna heel het seizoen als basisspeler.

## Clubstatistieken
| Seizoen     | Club            | Competitie       | Competitie | Competitie | Beker | Beker | Internationaal | Internationaal | Totaal | Totaal |
| Seizoen     | Club            | Competitie       | Wed.       | Dlp.       | Wed.  | Dlp.  | Wed.           | Dlp.           | Wed.   | Dlp.   |
| ----------- | --------------- | ---------------- | ---------- | ---------- | ----- | ----- | -------------- | -------------- | ------ | ------ |
| 2016/17     | Club América    | Primera División | 21         | 2          | 6     | 0     | —              | —              | 27     | 2      |
| 2017/18     | Club América    | Primera División | 31         | 0          | 4     | 0     | 4              | 0              | 39     | 0      |
| 2018/19     | Club América    | Primera División | 34         | 3          | 12    | 0     | 0              | 0              | 46     | 3      |
| Club totaal | Club totaal     | Club totaal      | 86         | 5          | 22    | 0     | 4              | 0              | 112    | 5      |
| 2019/20     | Ajax            | Eredivisie       | 12         | 0          | 3     | 0     | 8              | 2              | 23     | 2      |
| 2020/21     | Ajax            | Eredivisie       | 24         | 2          | 5     | 0     | 10             | 0              | 39     | 2      |
| 2021/22     | Ajax            | Eredivisie       | 31         | 5          | 3     | 0     | 7              | 0              | 41     | 5      |
| 2022/23     | Ajax            | Eredivisie       | 31         | 3          | 4     | 0     | 8              | 1              | 43     | 4      |
| Clubtotaal  | Clubtotaal      | Clubtotaal       | 98         | 10         | 15    | 0     | 33             | 3              | 146    | 13     |
| 2023/24     | West Ham United | Premier League   | 30         | 1          | 4     | 0     | 7              | 1              | 41     | 2      |
| Club totaal | Club totaal     | Club totaal      | 30         | 1          | 4     | 0     | 7              | 1              | 41     | 2      |

Bijgewerkt t/m 7 mei 2024.

## Interlandcarrière
Álvarez kwam uit voor Mexico –18 en Mexico –20. Met Mexico onder twintig nam hij in 2017 deel aan zowel het CONCACAF kampioenschap –20 als het WK –20. Zijn ploeggenoten en hij kwamen op het wereldkampioenschap tot de halve finales. Daarin verloren ze met 0–1 van de latere toernooiwinnaar Engeland –20. 
Álvarez debuteerde op 8 februari 2017 in het Mexicaans voetbalelftal . Hij viel die dag in de 61e minuut in voor Jesús Molina tijdens een met 1–0 gewonnen oefeninterland thuis tegen IJsland. Álvarez was later dat jaar de jongste speler van de Mexicaanse nationale ploeg op de Gold Cup 2017. Hij speelde alle vijf de wedstrijden die Mexico meedeed tijdens het toernooi. Álvarez was daarna ook actief voor de Mexicaanse ploeg op het WK 2018 en won de Gold Cup 2019 met zijn landgenoten. In 2022 werd hij geselecteerd voor zijn tweede WK, het WK 2022. Hij was basisspeler in twee van de drie wedstrijden die Mexico op dit toernooi speelde. Álvarez won met zijn landgenoten ook de Gold Cup 2023.

## Erelijst
| Competitie           | Aantal       | Jaren            |              |              |
| Club América         | Club América | Club América     | Club América | Club América |
| -------------------- | ------------ | ---------------- | ------------ | ------------ |
| Liga MX              | 1x           | Apertura 2018    |              |              |
| Copa MX              | 1x           | Clausura 2019    |              |              |
| Ajax                 |              |                  |              |              |
| Johan Cruijff Schaal | 1x           | 2019             |              |              |
| KNVB Beker           | 1x           | 2020/21          |              |              |
| Eredivisie           | 2x           | 2020/21, 2021/22 |              |              |
| Mexico               |              |                  |              |              |
| CONCACAF Gold Cup    | 2x           | 2019, 2023       |              |              |

1 Fabiański ·
3 Cresswell ·
4 Soler ·
5 Coufal ·
7 Summerville ·
8 Ward-Prowse ·
9 Antonio ·
10 Paquetá ·
11 Füllkrug ·
14 Kudus ·
15 Mavropanos ·
17 Guilherme ·
18 Ings ·
19 Álvarez ·
20 Bowen  ·
21 Foderingham ·
23 Aréola ·
24 Rodríguez ·
25 Todibo ·
26 Kilman ·
28 Souček ·
29 Wan-Bissaka ·
33 Palmieri ·
34 Ferguson ·
39 Irving ·
57 Scarles ·
Coach: Potter
· Assistent-coach: Saltor
1 J. J. Corona ·
2 Ayala ·
3 Salcedo ·
4 Márquez ·
5 Gutiérrez ·
6 J.  Dos Santos ·
7 Layún ·
8 Fabián ·
9 Jiménez ·
10 G.  Dos Santos ·
11 Vela ·
12 Talavera ·
13 Ochoa ·
14 Hernández ·
15 Moreno ·
16 Herrera ·
17 J. M. Corona ·
18 Guardado  ·
19 Peralta ·
20 Aquino ·
21 Álvarez ·
22 Lozano ·
23 Gallardo ·
Coach: Osorio
1 Talavera ·
2 Araujo ·
3 Montes ·
4 E. Álvarez ·
5 Vásquez ·
6 Arteaga ·
7 Romo ·
8 Rodríguez ·
9 Jiménez ·
10 Vega ·
11 Funes Mori ·
12 Cota ·
13 Ochoa ·
14 Gutiérrez ·
15 Moreno ·
16 Herrera ·
17 Pineda ·
18 Guardado  ·
19 Sánchez ·
20 Martín ·
21 Antuna ·
22 Lozano ·
23 Gallardo ·
24 Chávez ·
25 Alvarado ·
26 K. Álvarez ·
Coach: Martino